# Flexamia ritana
Flexamia ritana är en insektsart som beskrevs av Beamer 1936. Flexamia ritana ingår i släktet Flexamia och familjen dvärgstritar. Inga underarter finns listade i Catalogue of Life.